# Vòng đeo dương vật

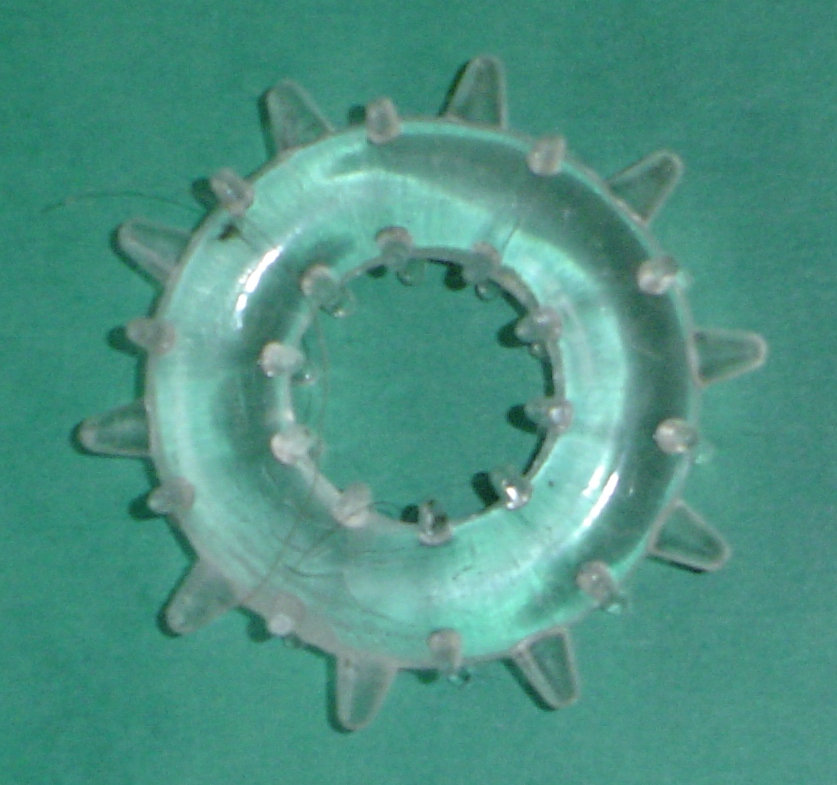
Một mô hình của một vòng đeo dương vật, một phiên bản hiện đại của các mắt của doe.

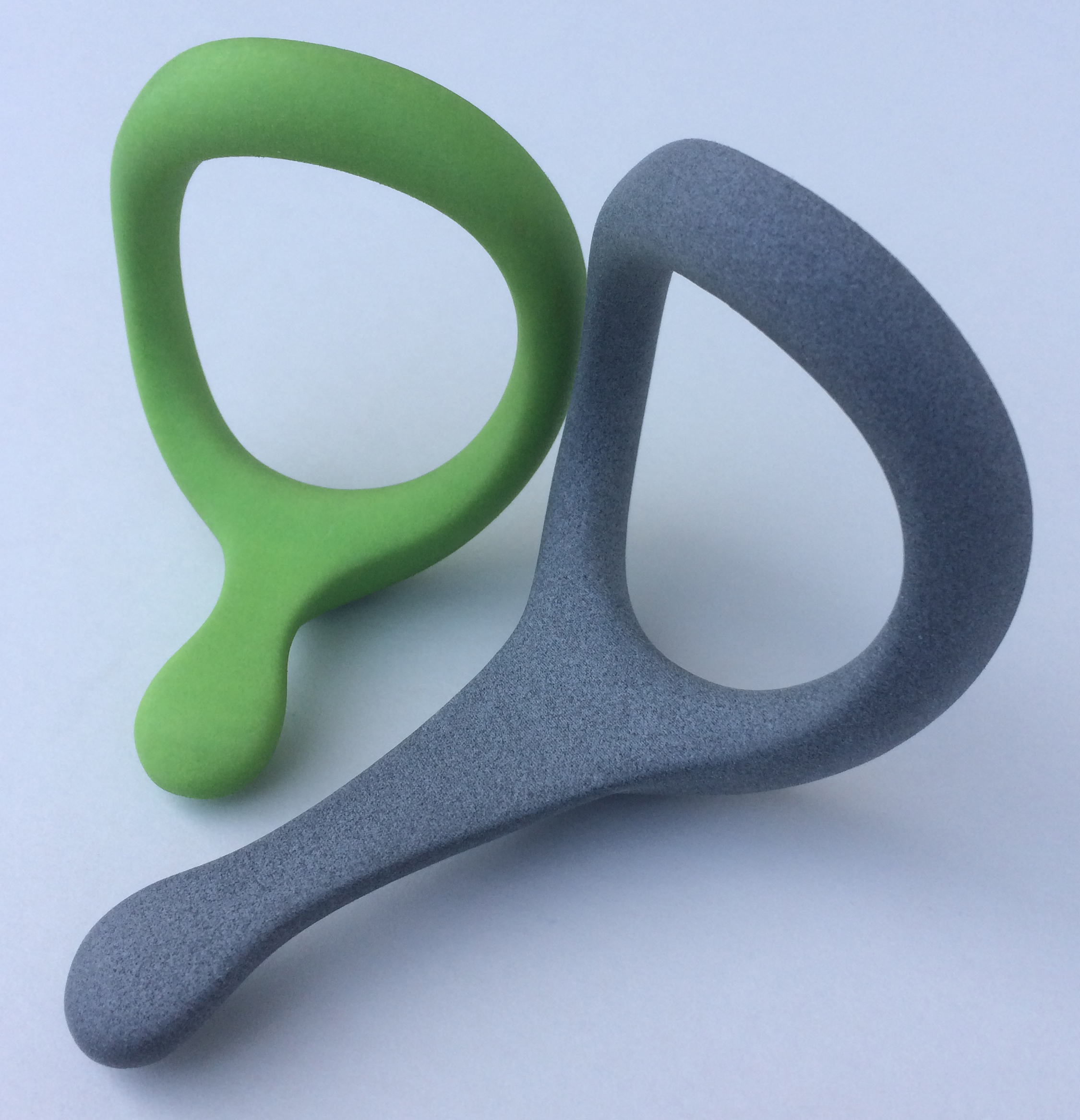
Hai vòng đeo dương vật được làm bằng in 3D, với cánh tay để thực hiện một xoa bóp của chậu

Vòng đeo dương vật (tiếng lóng: vòng đeo cu, vòng đeo chống xuất tinh) là thiết bị được đặt tại dương vật của người đàn ông trước khi cương cứng, để tăng cường và kéo dài và hoãn lại việc phóng tinh lại để tăng cường niềm vui trong sự cực khoái.
Vòng đeo điều chỉnh sẽ phù hợp với tất cả các kích thước lớn, nhưng cũng mô hình sự rung động, hoặc một lần hoặc có thể tái sử dụng. Không đề cập đến các mô hình với bóng, hoặc massage chậu để tăng cường sự cảm giác rằng các người dùng nhận thức.
Đeo vòng cu có thể gây nguy hiểm đến hậu quả giống như những người gây ra cương dương : huyết lưu thông được suy yếu qua các hiệu ứng vai, trình bày một nguy cơ bịthiếu oxy của các mô, hoặc thậm chí hoại tử, và hoại. Điều này có thể dẫn đến phẫu thuật cắt bỏ dương vật.